# Degré d'ouverture

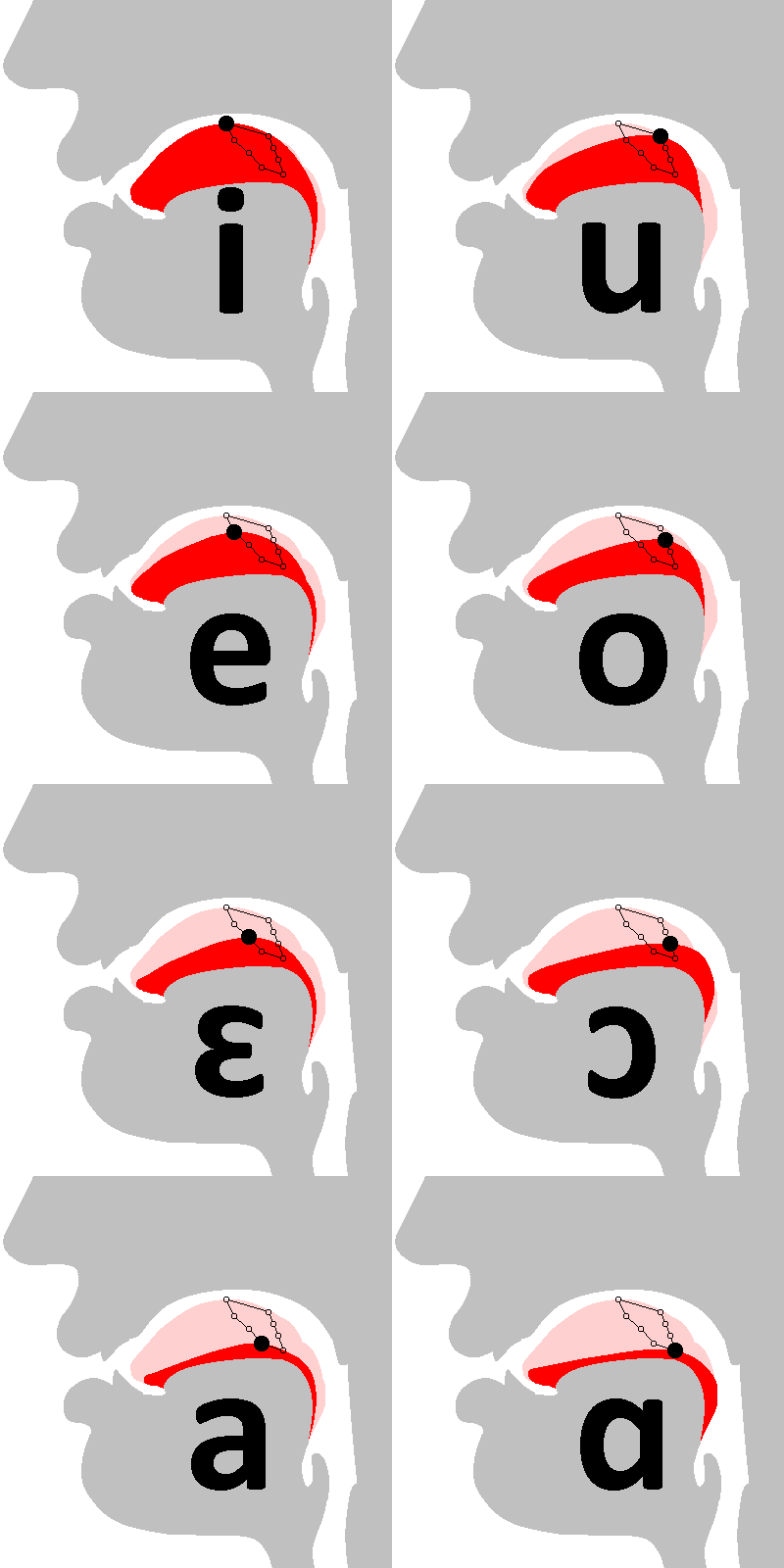
Position de la langue lors de l'articulation des voyelles

En phonétique et phonologie, le degré d'ouverture (ou d'aperture, parfois appelé hauteur de voyelle) ou souvent simplement ouverture, noté F1 est un caractère qui indique la position verticale de la langue par rapport au palais, lors de l'émission d'un son de voyelle. Le premier formant d'une voyelle (F1) correspond habituellement au degré d'aperture, une valeur élevée de F1 correspondant à une voyelle ouverte, et une valeur faible de F1 à une voyelle fermée.
L'alphabet phonétique international identifie sept degrés différents, bien qu'aucune langue ne les distingue tous, : 
- Voyelle fermée ou haute, par exemple le "i", le "u", le "ou" ;
- Voyelle fermée inférieure ou pré-fermée ou haute inférieure ;
- Voyelle moyenne supérieure ou mi-fermée, par exemple le "é", le "o" de pot ;
- Voyelle moyenne ;
- Voyelle moyenne inférieure ou mi-ouverte, par exemple le "è", le "o" de l'or ;
- Voyelle ouverte supérieure ou pré-ouverte ou basse supérieure ;
- Voyelle ouverte ou basse, par exemple le "a".